# Club Deportes Concepción
Maillots
Dernière mise à jour : 4 décembre 2012.
Le Deportes Concepción est un club de football chilien basé à Concepción.

## Historique
- 24 février 1966[2] : fondation du club par fusion de Galvarino, de Liverpool, de Juvenil Unido et de Santa Fe
- 2010 : finaliste de la Coupe du Chili de football

## Anciens joueurs
- Juan Carlos Almada
- Javier Cámpora
- Vicente Cantatore
- Leonardo Di Lorenzo
- Emanuel Herrera
- Daniel Morón
- Carlos Navarro Montoya
- Mario Véner
- Nasa
- Clarence Acuña
- Mauricio Aros
- Osvaldo Castro
- Jorge Contreras
- Hugo González
- Fabián Guevara
- Frank Lobos
- Leonardo Monje
- Cristián Montecinos
- Mario Osbén
- Alejandro Osorio
- Rodrigo Pérez
- Carlos Rivas
- Jorge Toro
- René Valenzuela
- Gabriel Vargas
- Marco Villaseca
- Hamilton Ricard
- Wilmer Velásquez
- Danilo Aceval
- Ronald Baroni
- Luis de Agustini
- Javier Delgado
- Marcelo Fracchia
- Daniel Pereira
- Daniel Arismendi
- Dioni Guerra